# Sigalit Landau
Sigalit Landau (Jerusalén, 1969) es una artista israelí.

## Biografía
Sigalit Landau nació y se crio en Jerusalén. Durante algunos años residió en Estados Unidos y el Reino Unido. En 1993, pasó un año como alumna en la Escuela Cooper Union de Arte y Diseño, de Nueva York. En 1994, se graduó en la Bezalel - Academia de Artes y Diseño. Actualmente vive y trabaja en Tel Aviv.

## Trayectoria
Landau es una artista multidisciplinar que desarrolla su obra en los ámbitos de la pintura, el video, la performance y, sobre todo, la escultura. En los procesos creativos de sus obras, siempre se haya presente una reflexión sobre los distintos factores político sociales o históricos que afectan a las relaciones de la identidad personal y colectiva sobre la que interactúa. El destierro, la globalización, las fronteras, las relaciones víctima-verdugo y, especialmente, el cuerpo y su dependencia del entorno más inmediato son motivo y guía de su trabajo.
En 1995 presentó su primera exposición individual en el Museo de Israel. A continuación expuso su obra en diferentes ciudades de todo el mundo, entre ellas Londres, Nueva York, Berlín, París, Barcelona, Belgrado o Sídney. En 1997 participó en la X documenta Kassel, y representó a Israel en la Bienal de Venecia en dos ocasiones, primero en 1997 y, después, en 2011. La presencia de la sal y la arena en la obra escultórica de Landau es una constante, fruto de uno de sus trabajos más conocidos, el realizado en el mar Muerto donde creó una serie de esculturas a partir de objetos sumergidos en las aguas saladas. Una de las más célebres Salt Works, está compuesta por esculturas de sal formadas a partir de molduras metálicas utilizando este procedimiento. Parte de este trabajo fue expuesto en la retrospectiva hecha por el Museo de Arte Moderno de Salzburgo en 2019.

## Galería de imágenes

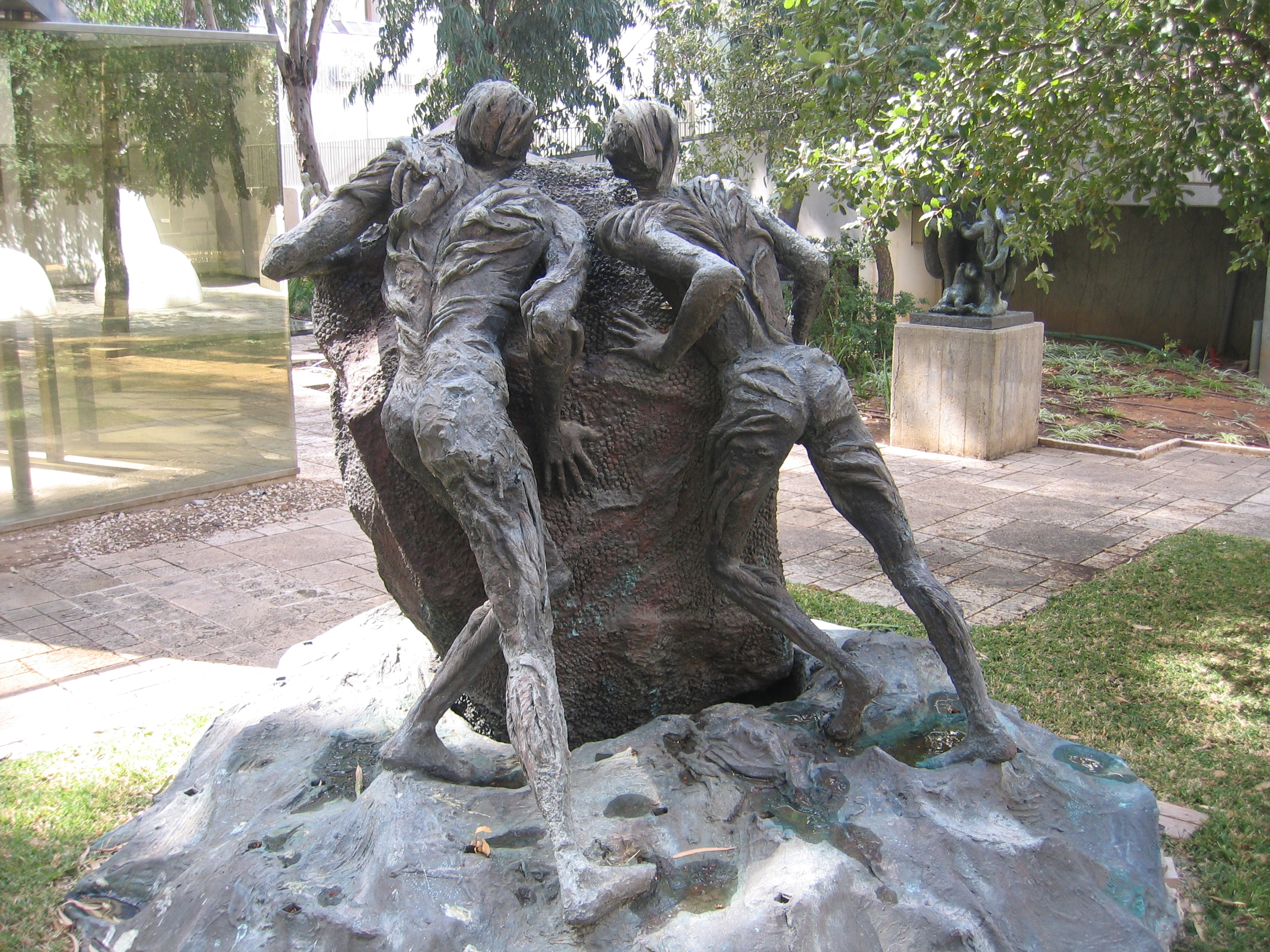
Sísifo y Jacob, 2005 Tel Aviv Museum of Art
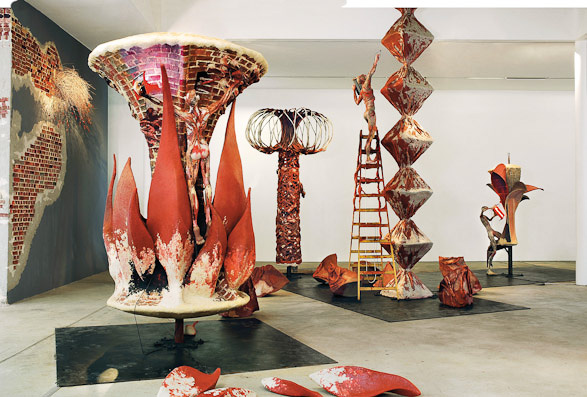
El Salón Comedor (Vista de la instalación), 2007 Instituto KW para el Arte Contemporáneo, Berlín

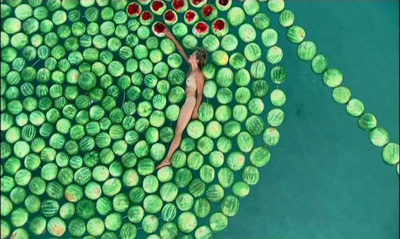
DeadSee, Museo de Israel
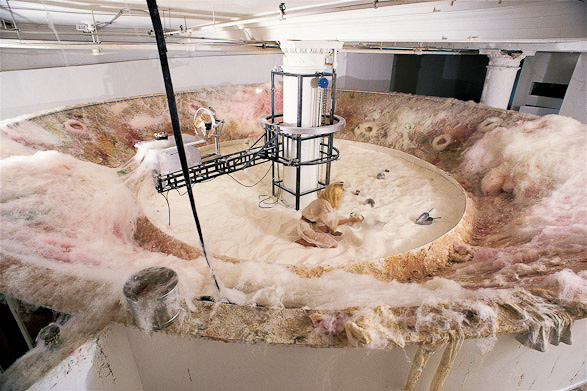
Thread Waxing Space instalación, 2001 Thread Waxing Space, Nueva York
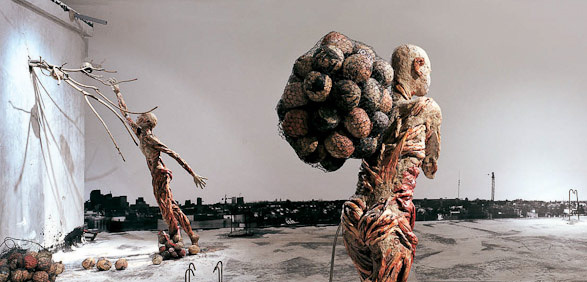
El País(Vista de la instalación), 2002 Galería Alon Segev Tel Aviv-Yaffo

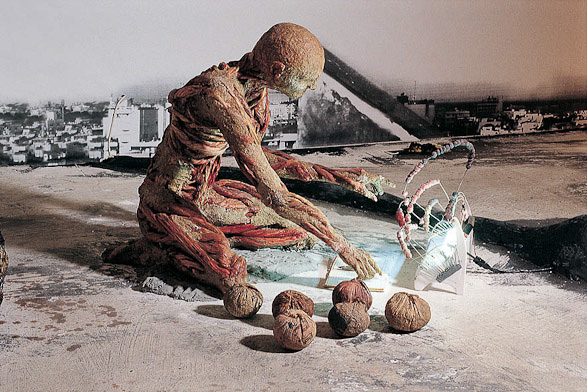
El grabador de días y frutas, 2002, de "El País" Galería Alon Segev Tel Aviv-Yaffo
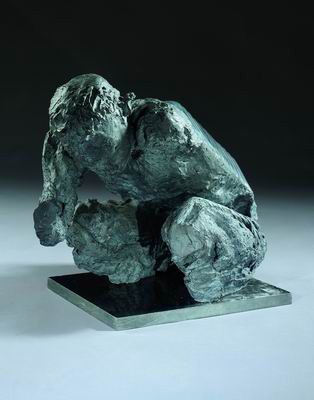
Rose Bleed, 2003 Museo de Israel , Jerusalén B06.0207
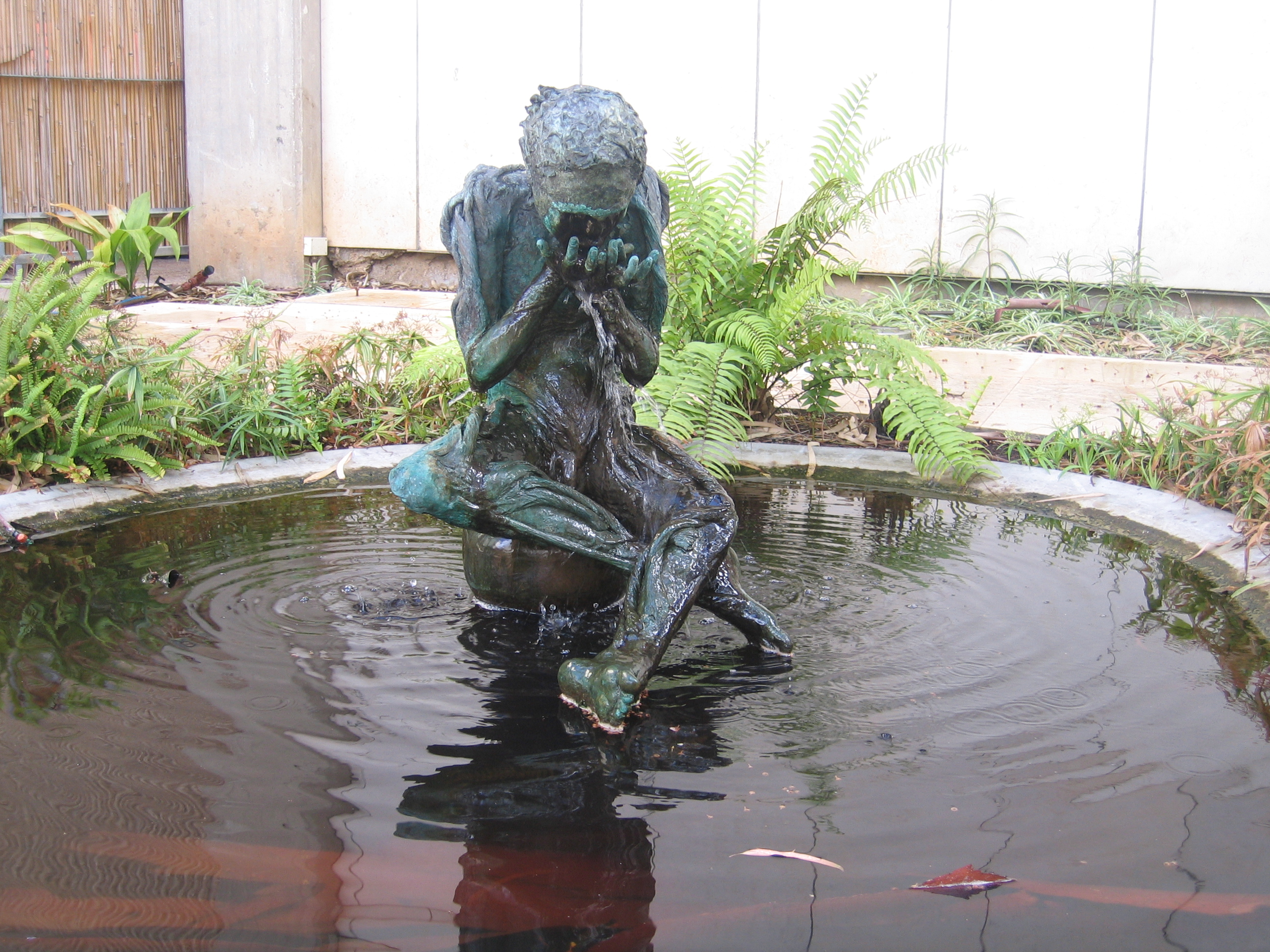
Boy Cry, Cry, 2004 Tel Aviv Museum of Art

- Sísifo y Jacob, 2005
Tel Aviv Museum of Art
- El Salón Comedor (Vista de la instalación), 2007
Instituto KW para el Arte Contemporáneo, Berlín

## Premios
- 1993 - Jewish National Fund Sculpture Award.
- 1994 - America-Israel Cultural Fund.
- 1994 - Premio Mary Fisher , Bezalel - Academia de artes y diseño, Jerusalén.
- 1996 - Ineborg Bachman Scholarship.
- 1998 - Artista en Residencia en la Colección Hoffmann, Berlín.
- 1999 - Primer Premio en la British Competition by ArtAngel and London newspaper "The Times".
- 2001 - Premio Adquisición , Museo de Arte de Tel Aviv (en), Tel Aviv.
- 2001 - Premio Artista Joven, Ministerio Israelí de Ciencia, Cultura y Deporte.
- 2003 - America-Israel Cultural Foundation Premio Beca Janet y George Jaffin.
- 2003 - Residencia, IASPIS - The International Artists Studio Program, Estocolmo.
- 2004 - Fundación Nathan Gottesdiener, The Israeli Art Prize, Museo de Arte de Tel Aviv, Tel Aviv.
- 2004 - Beatrice S. Kolliner Award for Young Israeli Artist, Museo de Israel, Jerusalén.
- 2007 - The Dan Sandel and the Sandel Family Foundation Sculpture Award, Museo de Arte de Tel Aviv.
- 2012 - 'Artis' Grant Recipient.
- 2016 The Sandberg Prize for Israeli Art, Israel Museum, Jerusalem.
- 2017 Honorary Doctoral Degree, Ben-Gurion University of the Negev, Beersheba.

## Exposiciones
- 1995 - Grrr… Har haBáyith, Museo de Israel, Jerusalén (con Gay Bar Amoz)
- 1997 - documenta 10, Kassel.
- 1997 - Pabellón Israelí, Bienal de Venecia (con Miriam Cabessa y Yossi Breger).
- 2002 - The Country, galería Alon Segev, Tel Aviv.
- 2005 - The Endless Solution, Helena Rubinstein Pavilion for Contemporary Art.
- 2008 - Salt sails+Suger knots, galería kamel mennour (en), París.
- 2008 - Projects 87, The Museum of Modern Art, Nueva York.
- 2007 -The Dining Hall, Kunst-Werke Institute for Contemporary Art (en), Berlín.
- 2011 - One Man's Floor is Another Man's Feeling, pabellón Israelí, Bienal de Venecia.
- 2012 - Angel Landry, Galería Givon, Tel Aviv.
- 2012 - Soil. Nur.sing, kamel mennour, París.
- 2012 - Caryatid. The Negev Museum of Art (en), Be'er Sheva, Israel.
- 2015 - La danza fenicia de la arena. Museo de Arte Contemporáneo de Barcelona.[4][5]
- 2019 - Salt Years. Museum der Moderne Salzburg.[6]

## Obra en colecciones y museos
- Museo de Arte Moderno de Nueva York.
- Centro Pompidou.[7]
- Magasin III Sotockholm
- Museo Judío de Nueva York.[8]
- Museo de Arte Contemporáneo de Barcelona
- Museo de Israel.
- Museo Hirshhorn y Jardín de Esculturas.[9]
- Pomeranz Collection.[10]
- Tiroch DeLeon Collection.[11]
- Museo de Arte de Tel Aviv.